# Седжмур
Седжмур (англ. Sedgemoor) — неметрополитенский район (англ. non-metropolitan district) в графстве Сомерсет (Англия). Административный центр — город Бриджуотер.

## География
Район расположен в центральной части графства Сомерсет вдоль побережья Бристольского залива.

## История
Район был образован 1 апреля 1974 года в результате объединения боро Бриджуотер, городского района (англ. Urban district) Бернем-Он-Си и сельских районов (англ. Rural District) Бриджуотер и частично Аксбридж.
В 1997 году в Седжмуре была открыта художественная и научно-просветительская композиция под названием «Модель Солнечной системы в Сомерсете» (англ. Somerset Space Walk).

## Состав
В состав района входят 5 городов:
- Аксбридж
- Бернем-Он-Си
- Бриджуотер
- Норт-Петертон
- Хайбридж

и 50 общин (англ. civil parish).